# Earias divisa
Earias divisa is een vlinder uit de familie visstaartjes (Nolidae). De wetenschappelijke naam van deze soort is voor het eerst geldig gepubliceerd in 1940 door Georg Warnecke.
De soort komt voor in tropisch Afrika.